# Electro Cypher
Electro Cypher est un album collectif dirigé par le rappeur et producteur de rap français Akhenaton, sorti en 2000, qui « puise son inspiration à fond dans l'électro, quelque part entre Kraftwerk et Afrika Bambaata »,
Le projet rassemble des artistes de la scène marseillaise sur des compositions des membres d'Al-Khemya Productions, le pool de producteurs fondé par Akhenaton. L'album est sorti sur le label Labels, division de Virgin France.

## Accueil critique
« Chronique sonore de l'electrofunk des années 1980 », Electro Cypher est un « exercice de style pleinement maîtrisé » estime Le Temps.
Pour RFI : « Si Electro Cypher n'apporte rien de bien neuf, le résultat ne déçoit pas. Le projet dont Akhenaton est à l'origine séduit même au-delà des espérances, avec une brochette de morceaux choisis, qui, heureuse surprise (bien que paradoxale lorsqu'on parle d'électro), ne sont pas toujours idéaux pour les pistes de danse ».

## Liste des pistes
(nom du compositeur entre parenthèses)
1. Fat Bass (DJ Ralph)
2. City 3000 (Sya Styles)
3. Dreams (Akos)
4. The Battle (Akhenaton)
5. Une autre dimension (Akhenaton feat. Freeman & K-Rhyme Le Roi)
6. Wonder (Sya Styles)
7. Yes ya'll (Akhenaton)
8. Stomp ya feet (Akhenaton)
9. Marseille is in the house (Zenn & Baron feat. Bruizza)
10. 1986 (Akhenaton)
11. Space Cannibals (Sya Styles)
12. How it is (Hal feat. Bruizza)
13. Who drives the Car (Sya Styles)
14. Flash Fack (Zenn & Baron)
Morceau caché
15. Belsunce Breakdown - The Sequel (Akhenaton feat. Bouga)

## Samples
- Une autre dimension contient un sample de Danger Zone du groupe Planet Patrol[5].

## Crédits
- Production : Akhenaton[6]
- Chœurs : Jalane et Taïro (5), Nuttea (3 à 6, 8, 10), Fabi (3, 6, 8, 10)
- Scratches : DJ Ralph (4, 5, 10, 14), DJ Majestic (12)
- Clavier : Christophe Seys (1, 2, 8
- Mixage : Éric Chevet